# Gong Peng
Gong Peng (chinês simplificado: 龚澎, pinyin: Gōng Péng, Wade–Giles: Kung P'eng; 10 de outubro de 1914 – 20 de setembro de 1970), nascida Gong Cisheng e também conhecida como Gong Weihang, foi uma porta-voz chinesa em tempo de guerra do Partido Comunista Chinês. Depois de 1949, ela foi oficial do Ministério de Relações Exteriores da República Popular da China e foi chefe do Gabinete de Informações, a primeira mulher a chefiar um departamento.

## Família
Xu Wen (徐文) era a mãe de Gong Peng. Seu pai, Gong Zhenzhou (鎭 洲; 1882–1942), cujo lar ancestral era em Changfeng, Hefei, Anhui, era um colega revolucionário de Sun Yat-sen, foi politicamente ativo em Anhui após a Revolução de 1911, colega de Chiang Kai-shek na Academia Militar de Baoding e um líder militar no governo militar de Cantão em 1917. Gong Peng e suas irmãs nasceram em Yokohama, Japão, onde seu pai se salvara de inimigos políticos na China. Seu nome de nascimento, "Cisheng", significava "Compaixão por todas as coisas vivas". Ela foi a segunda de três filhas. Gong Pusheng (龔普生) era a sua irmã mais velha, que também foi ativista na década de 1930 e ingressou no Partido Comunista em 1939. Depois de 1949, ela foi ministra do Ministério das Relações Exteriores, secretária do Tratado e Direito Internacional e a primeira embaixadora na Irlanda. A irmã mais nova era Xu Wanqiu (徐 畹 球).
Quando Gong Zhenzhou morreu em 1942, os líderes do Partido Comunista Zhou Enlai e Dong Biwu enviaram mensagens de condolências e Chiang Kai-shek enviou um dístico elegíaco.
O primeiro marido de Gong Peng foi Liu Wenhua (劉文華), morto em 1942. Seu segundo marido, Qiao Guanhua, com quem se casou em 1943, era um importante diplomata e um dos deputados de confiança de Zhou Enlai.

## Educação e ingresso no Partido Comunista Chinês
Gong Zhenzhou proporcionou uma boa educação às filhas, apesar da falta de dinheiro da família. Depois de se formar no Salão de Santa Maria, Xangai, Gong Peng e Gong Pusheng estudaram na Universidade de Yenching, uma importante universidade cristã.
As duas irmãs foram ativas no movimento de 9 de dezembro de 1935, centrado em Yenching. Naquela época, nenhum deles era comunista, vinham de famílias cristãs e trabalhavam na YWCA (sigla em inglês para Associação Cristã de Mulheres Jovens). Para quebrar o bloqueio de notícias sobre a agitação estudantil imposta pelo governo nacionalista, Gong Pusheng, como vice-presidente da União dos Estudantes da Universidade de Yenching, e Gong Peng, também líder estudantil, realizaram uma conferência de imprensa no campus informando jornalistas estrangeiros sobre o movimento. Entre os presentes estava o jornalista americano Edgar Snow. Snow e sua esposa, Nym Wales, incentivaram e apoiaram os estudantes, que frequentemente se encontravam em sua casa, e tornaram-se especialmente próximos das irmãs Gong. Quando Snow voltou de sua visita secreta à sede de Mao Zedong em Xianxim, uma amiga compartilhou o manuscrito de sua Estrela Vermelha sobre a China com Gong, e ela viu Mao pela primeira vez nas curtas-metragens de Snow.
Em 1936, Gong ingressou no Partido Comunista Chinês, e em 1937 se formou em História. Após o incidente na Ponte Marco Polo, quando a guerra começou, Gong mudou-se para Xangai, onde lecionou na escola de Santa Maria de novembro de 1937 a março de 1938.

## Voz do Partido Comunista em tempo de guerra
No outono de 1938, Gong juntou-se ao êxodo de jovens progressistas para a recém-criada capital de guerra de Mao Zedong, Yan'an. Ela se tornou uma das primeiras alunas do Instituto Yan'an de Marxismo-Leninismo. Em um encontro casual com Mao, ela lhe disse que em Yenching havia mudado seu nome de "Gong Cisheng" para "Gong Weihang", que significa "Gong 'Sustenta a Viagem'", quando chegou a Yan'an, mudou seu nome mais uma vez, desta vez para "Gong Peng", depois do primeiro organizador e mártir comunista chinês Peng Pai. Mao aprovou. (Peng Pai também era cristão há um tempo.) Ela assistiu às palestras de Mao e se tornou sua tradutora quando ele recebeu os convidados que falavam inglês. Ela foi designada para a edição Xinhua Daily do norte da China e conheceu o subcomandante do Décimo Oitavo Exército Peng Dehuai. De outubro de 1938 a outubro de 1940, Gong serviu como secretária da sede do décimo oitavo exército do Exército Revolucionário Nacional. Em 1938, ela se apaixonou e se casou com Liu Wenhua.
Em 1939, em resposta à diretiva de Mao de dar um peso ainda maior à propaganda estrangeira, o Partido formou um Pequeno Grupo de Relações Exteriores, cujos membros incluíam Wang Bingnan, Chen Jiakang e Gong Peng, um grupo que permaneceu junto e formou o núcleo do Ministério das Relações Exteriores uma década depois. A liderança do Partido esperava que eles os informassem sobre os desenvolvimentos mundiais e cultivassem boas relações com jornalistas, diplomatas e soldados estrangeiros. Gong foi transferida para o Oitavo Exército de Rota em Chongqing, uma missão que durou de dezembro de 1940 a outubro de 1946. Ela atuou como jornalista do Xinhua Daily e como secretária da delegação do PCC em Chongqing, chefiada por Zhou Enlai. Enquanto isso, em junho de 1942, Liu Wenhua foi morto retornando da sede do Exército da Oitava Rota em Jinzhong. No final do outono de 1943, por sugestão de Zhou, Gong e Qiao Guanhua se casaram. Mao Zedong elogiou os noivos por "liderar a revolução do casamento por milhares de quilômetros". Em julho de 1944, ela deu à luz seu primeiro filho, que mais tarde atuou como vice-ministro do Ministério das Relações Exteriores da China. Durante as negociações com os nacionalistas, que incluíam diplomatas americanos que não falavam chinês, Gong estava ao lado de Mao. Gong também se encontrou com intelectuais de Chongqing, alguns dos quais ela apresentou ao PCC, como o arquiteto Liang Sicheng. Gong apresentou K.H. Ting, que ela conhecera no departamento estudantil da YMCA, a uma de suas colegas de classe de Yenching, que se tornou sua esposa.
Zhou Enlai e Gong prestaram atenção especial aos diplomatas e repórteres americanos. Um observador lembrou depois que os comunistas em Chongqing "ainda eram um grupo isolado de oprimidos e nenhum sentimento de ameaça ligado a eles". O correspondente da Time Magazine, Theodore White, chamou Gong de "a mulher chinesa mais bonita que já conheci", e o historiador John K. Fairbank, então oficial da OSS em tempos de guerra, escreveu à esposa que Gong era a "nomeada oficial para contato com bárbaros", com um "efeito doméstico sobre todos que conheço", mencionando em particular Brooks Atkinson, do NY Times, e Joseph Alsop, assessor de Claire Chennault. O jornalista Eric Sevareid sentiu que Gong era menos um objeto de desejo sexual do que um tipo de beleza inatingível, inspirando uma devoção cortês. Ele escreveu que "mais de alguns correspondentes e diplomatas estrangeiros se apaixonaram por ela — mas era um pouco demais se apaixonar por Joana D'Arc". A imprensa estrangeira e os diplomatas organizaram Gong Peng para ver um médico da marinha americana quando ela sofreu uma disenteria e planejava protestar se a polícia secreta nacionalista a prendesse. Quando um ladrão chegou pela janela do apartamento e roubou todo o guarda-roupa de Qiao e Gong Peng, John Fairbank emprestou a Qiao um de seus ternos feitos sob medida. Depois de 1949, no entanto, quando se deparou com conhecidos estrangeiros, ela evitou o contato ou repreendeu-os.
Mais tarde, o oficial americano do Serviço de Relações Exteriores John S. Service foi acusado de ter uma relação sexual com Gong, sem provas ou evidências.
Após a guerra, uma jornalista americana transportou o bebê de Gong para sua família em Xangai. Gong foi para Hong Kong, onde ficou de outubro de 1946 a agosto de 1949. Ela começou a expressar críticas públicas aos Estados Unidos, alegando que o país estava caminhando para o fascismo. Ela editou o China Digest (中国文摘 Zhōngguó wénzhāi) em inglês, um canal semanal para o Partido, sob o pseudônimo de Djoong Wai-Lo (鍾威洛), e foi membro da filial de várias agências de Hong Kong. Ela foi responsável pela fundação do Hong Kong Xinhua Weekly, o órgão semi-oficial de notícias.

## Carreira após 1949
Quando a República Popular da China foi fundada em 1949, Gong Peng ingressou no Serviço de Relações Exteriores, com Zhou Enlai como Ministro das Relações Exteriores. Ela foi chefe do Departamento de Informação, a primeira mulher a ser chefe de departamento, e continuou nesse cargo até se tornar ministra assistente em 1964. Desde que Mao Zedong exigia o controle de todas as decisões relativas a assuntos externos, mesmo os mínimos detalhes, Zhou manteve os diplomatas mais experientes em Beijing e não nomeou veteranos dos dias em Yan'an ou Chongqing para embaixadores. Zhou confiou a esses assessores seniores missões críticas e dirigia o Ministério de Relações Exteriores com apenas uma pequena equipe central.
Gong também atuou como secretária particular de Zhou e, às vezes, atuou como ligação com seus colegas uma vez cristãos na construção do Movimento Patriótico dos Três Auto que organizou os cristãos em um grupo sancionado pelo governo. Por sugestão de Zhou, por exemplo, ela organizou um jantar na casa de Zhou em Zhongnanhai com o bispo K.H. Ting, com quem havia trabalhado na década de 1930. Entre seus amigos de longa data estava Han Suyin, um colega de classe de Yenching que se tornou um autor de best-sellers e simpatizante da revolução chinesa.
Na Conferência de Genebra de 1954, Gong e Huang Hua, outro graduado da Universidade de Yenching, realizaram várias conferências de imprensa, mas se opuseram quando um fotógrafo tirou a foto dela acendendo um cigarro. Ela ficou em reclusão em seu hotel, descrita por um jornalista como uma "mulher pensativa, de rosto sério, em um vestido azul sujo". Ela organizou uma turnê para correspondentes estrangeiros em 1955 para investigar e realizar entrevistas no Tibete. Ela ajudou a produzir um filme, "中印边界问题真相" (Zhōng yìn biānjiè wèntí zhēnxiàng; questão da fronteira sino-indiana: a verdade) que ganhou o prêmio The Hundred Flowers pelo melhor documentário longo. Segundo a filha de Gong, Qiao Songdu, Gong viveu uma vida simples durante sua carreira diplomática e só vestia cheongsam em ocasiões formais.
O Ministério das Relações Exteriores foi alvo de ultra-esquerdistas durante a Revolução Cultural. Grupos de estudantes da Guarda Vermelha saquearam a casa de Gong e muitos de seus colegas do Ministério das Relações Exteriores foram pressionados ou enviados para campos de trabalho. Gong estava exausta pelo excesso de trabalho, levando-a à hipertensão. Em 20 de setembro de 1970, ela morreu de uma hemorragia cerebral em Beijing aos 55 anos. 49 anos depois, Hua Chunying se tornou a segunda diretora-geral do Departamento de Informação após Gong Peng.